# Elio Festa
Pour les articles homonymes, voir Elio (homonymie) et Festa (homonymie).
Elio Festa, né le 10 octobre 1960 à Riolo Terme (Émilie-Romagne), est un coureur cycliste italien, professionnel entre 1983 et 1989.

## Palmarès
- 1981
  - Trophée Minardi
- 1982
  -  Champion d'Italie militaires sur route

## Résultats sur les grands tours

### Tour de France
1 participation
- 1985 : 95e

### Tour d'Italie
3 participations
- 1984 : 52e
- 1985 : 47e
- 1986 : 77e